# Bătălia de la Çeşme (pictură de Ivan Aivazovski)
Bătălia de la Çeșme (în rusă Чесменский бой, transliterat: Cesmenski boi) este o pictură în ulei realizată în anul 1848 de pictorul rus Ivan Aivazovski și dedicată victoriei istorice a Marinei ruse de la Çeșme (în turcă Çeșme) din 5-7 iulie 1770. 
Pictura prezintă bătălia navală între flotele rusă și turcă. În golf sunt văzute arzând nave ce se scufundă, din care zboară resturi de catarge. Flăcările cresc în intensitate, fumul stacojiu și albastru-gri se ridică până la nori, iar lumina lunii aprinde amestecul infernal de foc și apă. Silueta întunecată din prim-plan este nava amiral a Marinei Ruse. În apă sunt văzuți marinari ce se agață de resturile navelor în speranța de a se salva de la înec.